# Moyen-Conflent
Le Moyen-Conflent est une petite région naturelle située au centre du Conflent, autour de Villefranche-de-Conflent, comprenant les vallées de Fillols, de Corneilla-de-Conflent et Vernet-les-Bains, de Fuilla et Sahorre et les villages de Aytua et Escaro. 
Elle se situe entre les Garrotxes au nord, le Haut Conflent à l'ouest et le Bas-Conflent à l'est. 
Selon le GREC (Groupe Roussillonnais d'Études Catalanes), le Moyen-Conflent est une zone de transition entre le bassin du fleuve Têt, à Prades, et la vallée de Têt, beaucoup plus étroite et où se forme de multiples gorges.
Villefranche-de-Conflent forme la limite orientale (étant donné que selon la même source Ria-Sirach est au Bas-Conflent), et Nyer en est la commune la plus occidentale, ce qui signifie que Mantet, Py, Serdinya, Flassa, Joncet, Jujols, Evol et Olette appartiennent aussi à la sous-région. 
Au nord de Evol il y a Talau, le premier village des Garrotxes, selon la même source.